# Juge aulique
Juge aulique ou juge de la cour (udvarbíró en hongrois ; come curiae parochialis ou comes curialis en latin) est un ancien office de la Cour du royaume de Hongrie.

## Histoire
Selon la Bulle d'or (1222), le juge aulique est le juge des habitants du château et du domaine royal et ne s'occupent initialement que des litiges du château. L'article IV de 1291 ordonne qu'il soit noble et issu d'une des meilleures familles du comté, alors qu'il pouvait jusqu'alors être issu d'une modeste condition car il ne jugeait pas les sujets nobles. Ainsi, en 1291, la position du juge aulique évolue ; il devient un véritable alispán qui présite quatre magistrats nobles élus du comté (quatuor judices nobilium, ou juge des nobles).
La fonction de juge aulique se retrouve également dans les abbayes et les monastères.

## Source
- A Pallas nagy lexikona : "udvarbiro"